# Petrophile aculeata
Petrophile aculeata är en tvåhjärtbladig växtart som beskrevs av D.B. Foreman. Petrophile aculeata ingår i släktet Petrophile och familjen Proteaceae. Inga underarter finns listade i Catalogue of Life.